# Флотаційна машина типу «Даві-2»

Схема пневмомеханічної флотаційної машини типу «Даві-2»
(1 — корпус камери; 2 — ковпак; 3 — імпелер; 4 — радіальний диспергатор; 5 — центральна труба; 6 — повітряна трубка).

Флотаці́йна маши́на ти́пу «Да́ві-2» (Чехія) належить до пневмомеханічних флотаційних машин, складається з прямотечійних камер квадратного перетину (рис.). Аератор машини складається з пальцевого імпелера 3 і диспергатора 4. Пальцевий імпелер на відміну від машин інших конструкцій встановлений пальцями вгору. Диспергатор, встановлений на дні камери, являє собою диск із радіальними лопатями.
Центральна труба 5 закінчується внизу розтрубом 2. Повітря від повітродувки по патрубку 6 подається у центральну трубу і через щілину між диском імпелера і розтрубом проходить у зону лопаток імпелера біля їхньої основи. При обертанні імпелера пульпа надходить на лопатки зверху, змішується з повітрям, і пульпоповітряна суміш викидається у камеру між лопатками диспергатора.